# Joseph Wu Qinjing
Joseph Wu Qinjing (chiń. 吳欽敬; ur. 11 listopada 1968) – chiński duchowny katolicki, biskup Zhouzhi od 2005.

## Życiorys
Święcenia kapłańskie otrzymał 11 lutego 1996.
W 2010 został wybrany biskupem ordynariuszem Zhouzhi. Sakrę biskupią przyjął z mandatem papieskim 19 października 2005. 